# Synixais sumatrensis
Synixais sumatrensis là một loài bọ cánh cứng trong họ Cerambycidae.